# ロケット (制作会社)
株式会社ロケット（英: ROCKET inc.）は、おもにテレビ照明・映画の照明を事業とする制作プロダクションである。バラエティ番組や民放各局のテレビドラマで照明業務を担当している。